# 松本庸之助
松本 庸之助（まつもと ようのすけ、1888年〈明治21年〉2月 - 1958年〈昭和33年〉4月4日）は、昭和時代の日本の実業家である。一貫して電力会社に関わり、福島電灯取締役兼支配人や中央電力社長、中部配電理事を務めた。熊本県出身。

## 経歴
松本庸之助は、1888年（明治21年）2月、熊本県天草郡富岡町（現・苓北町）の松本久太郎の長男として生まれた。父・久太郎（1935年没）は天草の政財界にて活動し富岡町長や熊本県会議員を務めた人物である。富岡小学校・熊本県立中学済々黌を経て慶應義塾大学部政治科に進み、1913年（大正2年）卒業した。
大学卒業後は福岡県福岡市に本社を置く電力会社九州電灯鉄道に入社し本社勤務となった。同社では常務松永安左エ門・田中徳次郎や大株主福澤桃介が慶應義塾出身である。1921年（大正10年）時点の組織図には松本は九州電灯鉄道の主事で会計課計算係長を務めるとある。翌1922年（大正11年）6月、愛知県名古屋市の電力会社関西電気（旧・名古屋電灯）と九州電灯鉄道が合併し東邦電力が発足する。東邦電力発足に伴い松本は福岡市に置かれた九州支社の次長に就いた（九州支社長は常務桜木亮三）。1924年（大正13年）3月に支社制が廃止となり、福岡支店長に転じた。
1924年12月、岐阜電力に転じて同社理事となった。岐阜電力は東邦電力傘下企業の一つで、当時上麻生発電所など飛騨川（岐阜県）での水力発電所建設を展開中であった（1926年9月東邦電力が吸収）。ただし在籍は短期間で、翌1925年（大正14年）5月には東邦電力に戻り同社岐阜支店長に転任して岐阜市へ移った。岐阜支店長時代の1928年（昭和3年）7月から同年11月にかけて欧米各国を視察している。
1929年（昭和4年）6月、福島県の電力会社福島電灯にて取締役に就任した。同社は福島市や山形県米沢市を中心に供給していた電力会社で、当時東邦電力との間に資本関係があった。福島電灯では初め平取締役であったが、間もなく専務取締役となり、次いで取締役兼支配人となった（支配人就任は1931年10月）。福島電灯時代には職制改革や増灯の宣伝、社債募集、宮城県営電気への売電契約締結などに尽力した。
1935年（昭和10年）10月、福島電灯取締役を辞任（直前に支配人も解任）。次いで同年12月23日、新会社中央水力の常務取締役に選ばれた（社長空席）。同社は東邦電力や三河水力電気・伊那電気鉄道などの出資によって天竜川水系（長野県内）での発電所建設を目指し起業された会社である。また翌1936年（昭和11年）1月には父・久太郎の死去に伴い郷里天草にある北天草電気の代表にも就任した。1936年12月、中央水力では元中部電力（岡崎）社長の高石弁治が社長に入り、松本は専務となる。さらに1938年（昭和13年）8月1日、中央水力・三河水力電気・南信電気の3社合併で中央電力（会長桜木亮三・社長高石弁治）が設立されると同社専務取締役に転じた。なお中央電力では社長の高石が死去したため1940年（昭和15年）4月より松本が社長兼専務となっている。
太平洋戦争下の1942年（昭和17年）4月1日、電力国家管理により中央電力は国策会社日本発送電・中部配電（中部電力の前身）の2社へ設備を出資して解散した。松本は中央電力から同日発足した中部配電の理事（取締役に相当）へと転ずる。また郷里の北天草電気も1942年11月国策会社九州配電（九州電力）へと事業を譲渡し、同時に解散している。
中部配電では理事兼総務部長を務めたが、1945年（昭和20年）5月26日の任期満了をもって退任した。1958年（昭和33年）4月4日、脳溢血のため死去、70歳没。